# Andrea (vescovo di Lodi)
Andrea (... – dopo 1002) è stato un vescovo longobardo di Lodi dalla fine del 970 alla morte.

## Biografia
Viene menzionato per la prima volta alla fine del 970 quando divenne vescovo di Lodi, dopo la morte di Aldegrauso. Andrea fu un vescovo molto legato al Sacro Romano Impero, tanto da ricevere il 24 novembre 975 un ampio privilegio di conferma da parte dell'imperatore Ottone II. Nel 981, quando l'imperatore scese in Italia, con un diploma concesse ad Andrea il pieno dominio sulla città di Lodi e sul contado per un raggio di sette miglia, con la relativa giurisdizione; a dimostrare l'importanza e la considerazione di Andrea presso l'imperatore basta ricordare che la concessione fu una delle rare elargite in quell'anno.
Nel 994 fece una donazione molto generosa alla basilica di San Bassiano di Lodi, Nel febbraio del 997 partecipò al concilio tenutosi a Pavia da papa Gregorio V.
L'ultimo documento che lo menziona risale al 1002, quando il nuovo re d'Italia Arduino, in cerca di appoggi, gli concesse il privilegio di estrarre l'oro dalle sabbie del fiume Adda.